# ITVP
iTVP è stato un canale televisivo polacco appartenente alla TVP ed attivo dal 2005 al 2008.